# Jan Rietkerk
Jan Pieter Marie Rietkerk (Lisse, 30 augustus 1935 – Bali, 22 juni 2017) was een Nederlandse politicus van het Gereformeerd Politiek Verbond (GPV) en later de Reformatorische Politieke Federatie (RPF).

## Biografie
Zijn vader, G. Rietkerk, was in Lisse voorzitter van de lokale kiesvereniging van de Anti-Revolutionaire Partij (ARP). In 1959 ging hij naar Nieuw-Guinea voor zendingswerk maar vanwege Indonesische oorlogsdreiging keerde hij drie jaar later terug naar Nederland. Daar werd hij onderwijzer in Barneveld en later Wezep en vervolgens leraar aan de Gereformeerde MAVO in Kampen.
Daarnaast was hij actief in de politiek. In 1972 kwam Rietkerk namens de GPV in de gemeenteraad van Oldebroek. GPV-leden moesten lid zijn van een kerk die behoorde tot de Gereformeerde Kerken vrijgemaakt. In 1973 werd de GPV kiesvereniging van Wezep door het GPV geroyeerd omdat de leden ervan behoorden tot de vrijgemaakt Gereformeerde kerk van Wezep die buiten het verband was komen te staan. In 1975 werd vanuit het Nationaal Evangelisch Verband (NEV) en aanverwante groepen de RPF opgericht waarbij hij nauw betrokken was. Namens die partij werd hij Statenlid bij de provincie Gelderland en daarnaast was hij vanaf 1982 wethouder in Oldebroek. Bij de Tweede Kamerverkiezingen van 1977 was Jan Rietkerk de RPF-lijsttrekker maar de 53.220 stemmen die ze kregen waren net te weinig voor een zetel in de Tweede Kamer. Vier jaar later lukte het de RPF wel, toen Meindert Leerling en Aad Wagenaar verkozen werden. In 1987 volgde zijn benoeming tot burgemeester van Genemuiden. In september 2000 kwam daaraan een einde omdat Rietkerk de pensioengerechtigde leeftijd had bereikt, maar hij bleef nog enige maanden waarnemend burgemeester van Genemuiden tot die gemeente op 1 januari 2001 opging in de fusiegemeente Zwartewaterland. Twee maanden later fuseerden het GPV en de RPF tot de ChristenUnie.
In 2011 verscheen van hem het boek Van Papoea tot Genemuiden (ISBN 978-16162-7969-1), over onder andere zijn belevenissen in Nieuw-Guinea.
Rietkerk overleed op 22 juni 2017 op 81-jarige leeftijd tijdens een vakantie op Bali.

## Familie
- Zijn broer Koos Rietkerk was namens de VVD minister van Binnenlandse Zaken.
- Zijn zoon Theo Rietkerk was namens het CDA gedeputeerde in Overijssel.